# Анабела (певачица)
Анабела Атијас (рођ. Буква; Горажде, 26. јануар 1975), познатија само као Анабела, српска је поп певачица. Постала је позната као члан денс групе Funky G у којој је била са својим бившим супругом Гагијем Ђоганијем од којег се касније развела па напустила и групу и започела соло каријеру.

## Дискографија

### Спотови
| Спот                  | Година | Режисер                  |
| --------------------- | ------ | ------------------------ |
| Само у сну            | 1994   |                          |
| Плакати заувек        | 1995   |                          |
| Њен град              | 1995   |                          |
| Твоја љубав           | 1995   |                          |
| Све што желим         | 1995   |                          |
| Буди ту               | 1996   |                          |
| Нећу никог            | 1996   |                          |
| Суперсоничан је ритам | 1998   |                          |
| Дала бих све          | 1999   |                          |
| Громови               | 1999   |                          |
| Направићу лом         | 2001   |                          |
| Играј                 | 2001   | CODE                     |
| Легенда               | 2002   | CODE                     |
| Ја имам неког         | 2003   |                          |
| У твојим колима       | 2005   | CODE                     |
| Шта ти могу           | 2007   |                          |
| Кафана на Балкану     | 2008   |                          |
| Је л' ти жао          | 2008   | DM SAT PRODUCTION VIDEO  |
| Вештица из Србије     | 2009   | Дејан Милићевић          |
| Мој драги             | 2009   | Дејан Милићевић          |
| Сто ратова            | 2010   | G.Šljivič                |
| Жена ратник           | 2010   | Дејан Милићевић          |
| Није до нас           | 2010   | MIRACO Video             |
| Пиће за другаре       | 2010   | DM SAT PRODUCTION VIDEO  |
| Ди-џеј пумпај         | 2011   | Владимир Марковић LoOney |
| Paparazzi             | 2011   | MIRACO Video             |
| Београд               | 2011   | Андреј Илић              |
| Лутка без руку        | 2012   | Bojan Stoilkovski        |
| Љуби, љуби            | 2012   | MIRACO Video             |
| Лујке моје            | 2014   | Бојан Стоилковски        |
| Превентива            | 2015   | David Micic              |
| У мраку               | 2015   | DM SAT PRODUCTION VIDEO  |
| Ноћна патрола         | 2015   | Бојан Андрејек           |
| Емотивно лабилна      | 2016   | Tropical LifeIsFun       |
| Бидермајер            | 2016   | Станко Вучићевић         |
| Забрањено             | 2017   | Wave Production          |
| Вила вештица          | 2018   | SILVER PRODUCTION        |
| Плес са вуковима      | 2020   | TOXIC ENTERTAINMENT      |